# Bona Fide
Bona Fide – dwudziesty pierwszy album studyjny Wishbone Ash.

## Lista utworów
Album zawiera:
1. Almighty Blues – 5:23
2. Enigma – 4:09
3. Faith, Hope and Love – 5:53
4. Ancient Remedy – 4:48
5. Changing Tracks – 4:16
6. Shoulda Woulda Coulda – 3:59
7. Bona Fide – 3:05
8. Difference in Time – 4:28
9. Come Rain, Come Shine – 6:07
10. Peace – 3:49

## Twórcy albumu
Twórcami albumu są:
- Andy Powell – gitara, wokal
- Ben Granfelt – gitara
- Bob Skeat – gitara basowa
- Ray Weston – perkusja